# Riečka (dopływ Kamienki)
Riečka – potok na Słowacji, jeden z głównych dopływów Kamienki. Wypływa na wysokości około 910 m n.p.m. w Małych Pieninach, na wschodnim, słowackim stoku Smerekowej. Spływa w kierunku wschodnim, przyjmując krótkie dopływy ze stoków Watriska i Wierchliczki, następnie płynie w kierunku południowym pomiędzy dwoma, znajdującymi się całkowicie na Słowacji grzbietami Małych Pienin. Orograficznie prawe zbocza Riečki tworzy odchodzący od Smerekowej (1015 m), niższy i bardziej rozczłonkowany grzbiet ze szczytem Mindalová (882 m), zbocza lewe odchodzący od Wierchliczki wyższy i dłuższy grzbiet ze szczytami Faklówka (934 m) i Wielka Góra (801 m). Po południowej stronie Wielkiej Góry Riečka zmienia kierunek na południowo-zachodni, wypływa na Kotlinę Lubowelską, przepływa przez Dubné (osiedle Kamionki) i uchodzi do Kamienki jako jej lewy dopływ.
Górna, źródliskowa część Riečki znajduje się na obszarze PIENAP-u. Od nazwy tego potoku pochodzi słowacka i polska nazwa szczytu Wierchliczka (słowacka nazwa szczytu po dosłownym przetłumaczeniu na język polski brzmi Wierchrzeczka).